# Spinnentiere als Lebensmittel

Verteilung von essbaren Insekten (Speiseinsekten) sowie essbaren Spinnen nach Gruppen (Fleischatlas 2018).

Bestimmte Spinnentiere werden weltweit als Lebensmittel genutzt (essbare Spinnentiere), sowohl ganz als auch als Zutat in verarbeiteten Lebensmittelprodukten wie Käse (Milbenkäse). Zu den Spinnentieren (Arachnida) zählen Spinnen, Skorpione und Milben (inklusive der Zecken).
Der Verzehr von Spinnentieren wird fachsprachlich (in der Biologie, der Anthropologie und Kulturwissenschaft) als Arachnophagie bezeichnet, synchron zum Begriff Entomophagie für den Verzehr von Insekten.

## Spinnen als Lebensmittel

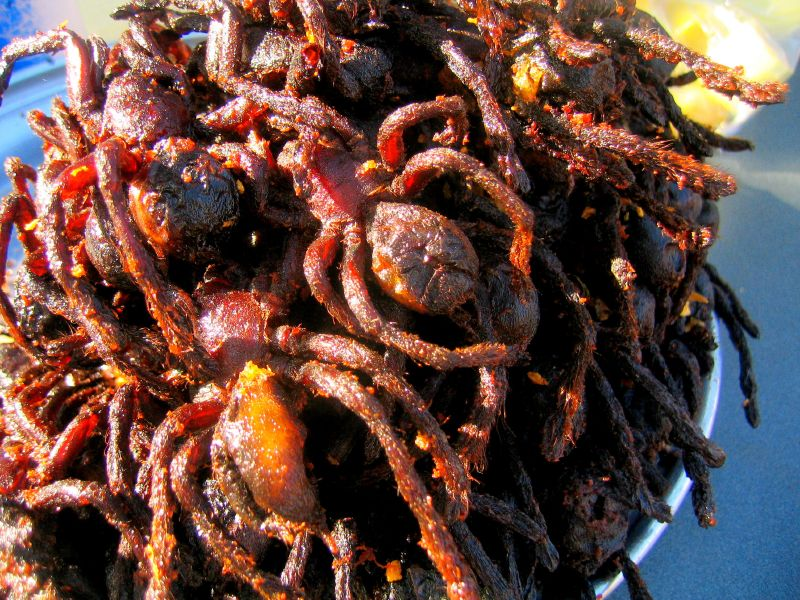
Gebratene Spinnen auf einem Markt in Skuon in Kambodscha

Rund 15 Arten von Spinnen sind als essbar beschrieben. Dazu zählen vor allem verschiedene Arten der Seidenspinnen (Nephila) sowie der Vogelspinnen (Theraphosidae):
| Art (Wissenschaftlicher Name)                          | Gebräuchlicher Name                             | Familie                                        | Ordnung              | Gegessenes bzw. essbares Entwicklungsstadium | Verbreitung              |
| ------------------------------------------------------ | ----------------------------------------------- | ---------------------------------------------- | -------------------- | -------------------------------------------- | ------------------------ |
| Nephila inaurata Syn: Epeira nigra                     |                                                 | Seidenspinnen (Nephilidae)                     | Webspinnen (Araneae) |                                              | Madagaskar               |
| Nephila madagascariensis                               |                                                 | Seidenspinnen (Nephilidae)                     | Webspinnen (Araneae) |                                              | Madagaskar               |
| Nephila edulis Syn: Araneus edulis                     | Essbare Goldene Seidenspinne                    | Seidenspinnen (Nephilidae)                     | Webspinnen (Araneae) |                                              | Neukaledonien, Neuguinea |
| Heteropoda venatoria                                   | Warmhaus-Riesenkrabbenspinne                    | Riesenkrabbenspinnen (Sparassidae)             | Webspinnen (Araneae) | Adultform                                    | Venezuela                |
| Holothele waikoshiemi                                  | Vogelspinne                                     | Vogelspinnen (Theraphosidae)                   | Webspinnen (Araneae) | Adultform                                    | Venezuela                |
| Theraphosa blondi                                      | Goliath-Vogelspinne                             | Vogelspinnen (Theraphosidae)                   | Webspinnen (Araneae) | Adultform                                    | Venezuela                |
| Nephila antipodiana                                    |                                                 | Seidenspinnen (Nephilidae)                     | Webspinnen (Araneae) | Adultform                                    | Thailand                 |
| Nephila clavata                                        | Gestreifte Seidenspinne, „Prostituiertenspinne“ | Seidenspinnen (Nephilidae)                     | Webspinnen (Araneae) | Adultform                                    | Indien                   |
| Nephila pilipes                                        |                                                 | Seidenspinnen (Nephilidae)                     | Webspinnen (Araneae) | Adultform                                    | Thailand                 |
| Cyriopagopus albostriatus Syn: Haplopelma albostriatum | Gestreifte Thai-Vogelspinne                     | Ornithoctoninae (Vogelspinnen (Theraphosidae)) | Webspinnen (Araneae) | Adultform                                    | Kambodscha               |
| Cyriopagopus minax                                     | Schwarze Thai-Vogelspinne                       | Ornithoctoninae (Vogelspinnen (Theraphosidae)) | Webspinnen (Araneae) | Adultform                                    | Thailand                 |

## Skorpione als Lebensmittel

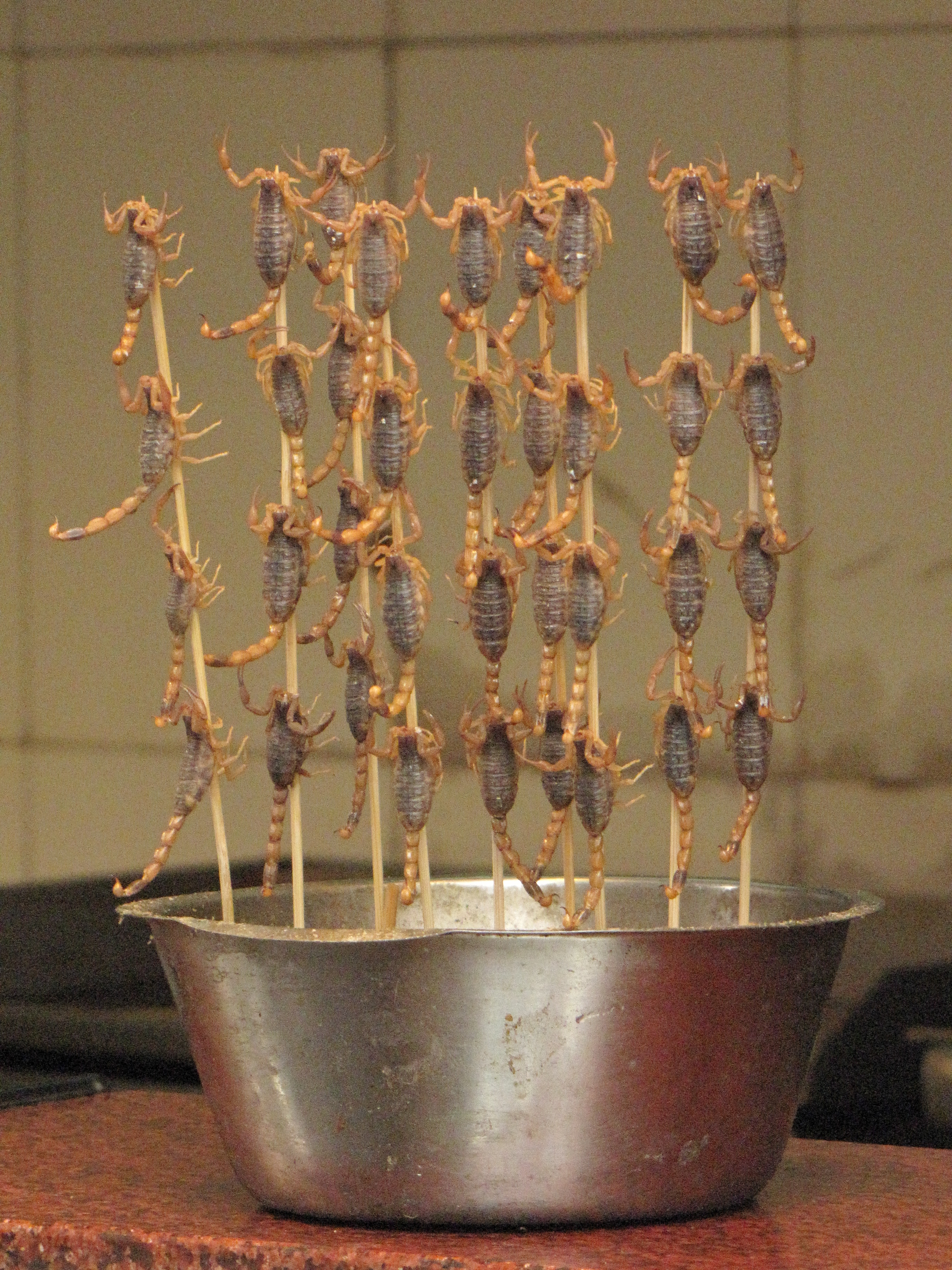
Frittierte Skorpione, die auf einem Markt in Beijing verkauft werden

Gebratene Skorpione werden traditionell in Shandong in China verzehrt. Auch in Vietnam und Thailand werden sie als Lebensmittel genutzt.

## Milben als Lebensmittel

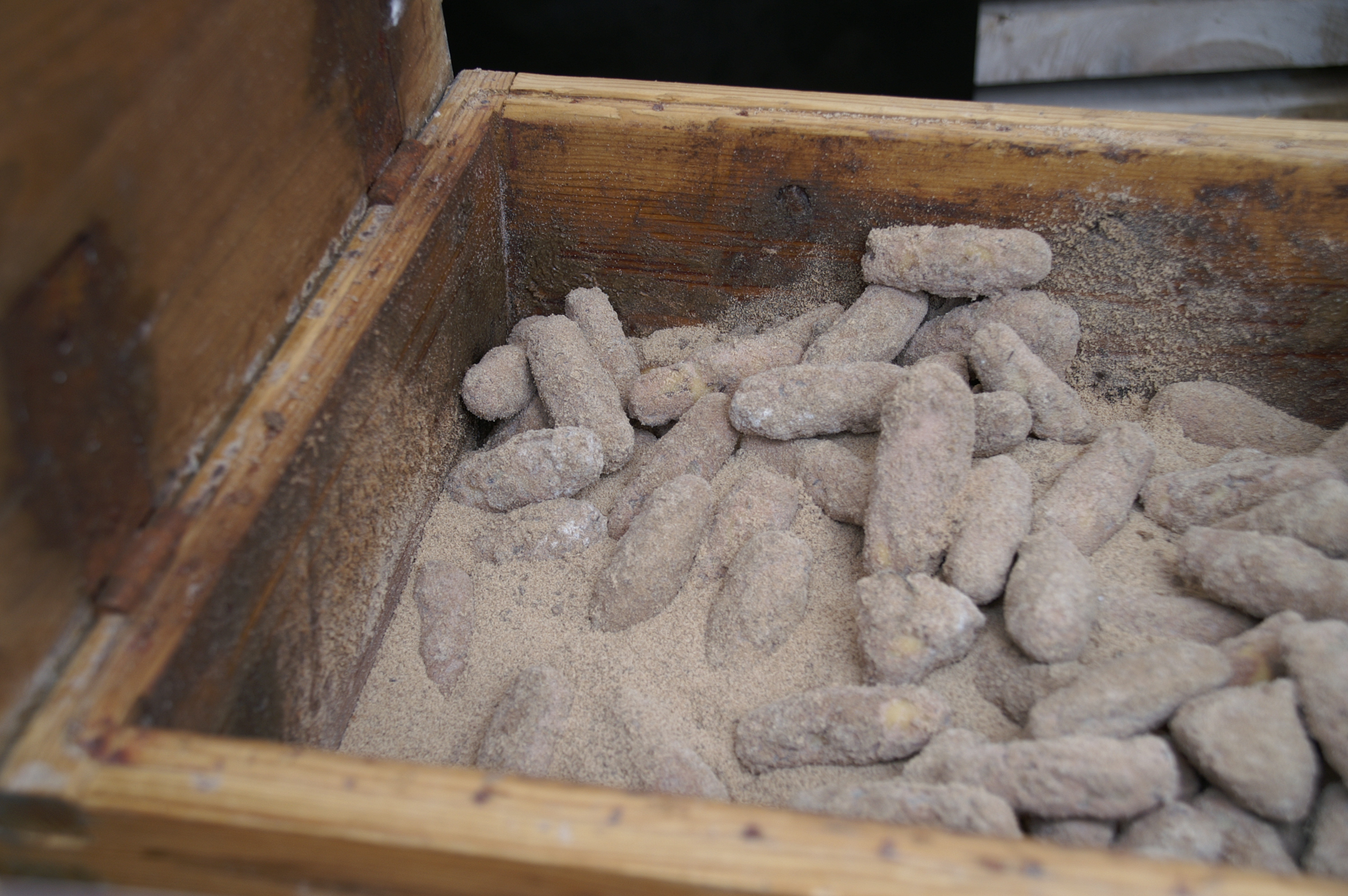
Reifekiste mit Milbenkäse

Milbenkäse wird als Käsespezialität in Deutschland produziert. Bei der Herstellung des Käses werden – anstelle der normalerweise eingesetzten Milchsäurebakterien – Käsemilben der Art Tyrophagus casei eingesetzt, deren Enzyme für die Reifung sorgen. Die Milben werden mitverzehrt. Eine ähnliche Tradition gibt es mit dem Hartkäse Mimolette in Frankreich, für den Mehlmilben der Art Acarus siro verwendet werden.
Milben können in höherer Konzentration allergische Reaktionen hervorrufen, weshalb Milbenkäse teilweise von Behörden nicht zugelassen wird.

## Verarbeitung und Zubereitung
Die typische Verarbeitung von Spinnentieren als Lebensmittel umfasst das Erhitzen, Entbeinen und in bestimmten Fällen das Trocknen und Vermahlen.